# アクシオン
- アクシオン
- アキシオン

アクシオン（英: Axion）、あるいはアキシオンとは、素粒子物理学において、標準模型の未解決問題のひとつである強いCP問題を解決する仮説上で、その存在が期待されている未発見の素粒子である。冷たい暗黒物質の候補の一つでもある。

## 概要
標準模型にはCP対称性を破る位相パラメーターが2つ存在する。1つはCKM行列の位相であり、もうひとつは量子色力学の位相である。CKM行列の位相はベル実験を始めとするB中間子崩壊の精密測定によって測られており、CKM行列はCP対称性を大きく破っていることが知られている。一方、量子色力学におけるCP対称性の破れは中性子の電気双極子などを通して観測できるが、量子色力学では極めて高い精度でCP対称性が成立していることが分かってきた。この両者の違いは標準模型の破綻を必ずしも意味しないが、何らかの説明を必要とする不自然なものであると考えられた。この問題は強いCP問題と呼ばれている。
アクシオンは強いCP問題の解決策の1つとして提唱された未発見の粒子である。アクシオンはペッチェイ・クイン対称性の自発的対称性の破れに伴って出現する、質量を持った（擬）南部・ゴールドストーン粒子である。ペッチェイ・クイン対称性は量子色力学に対してアノマリーを持ち、この性質によりアクシオンは量子色力学の位相を動的に吸収することが可能となっている。

## 歴史

### 強いCP問題
ヘーラルト・トホーフトによって示されたように、標準模型の強い相互作用である量子色力学(QCD)は非自明な真空構造を持っており、荷電共役とパリティの対称性の破れを原理的に許容する。荷電共役とパリティはCPと総称される。弱い相互作用に伴う、有効で周期的なCP違反項Θは標準模型の入力値として現れる。Θの値は理論では予測されず、測定によるものでなければならない。ところが、QCDに由来したCP対称性を破る相互作用は、大きい中性子電気双極子モーメント(EDM、en:Neutron electric dipole moment)を引き起こす。EDMは実験で観測されていないため、実験結果はQCDによるCP対称性の破れを極めて小さく制約することを意味し、したがってΘ自体も極めて小さくなければならない。Θは0から2πの間のどのような値も取り得るので、これは標準模型にとって「自然さ(en:Naturalness (physics)」の問題を提示する。

### 予想
1977年、ロベルト・ペッチェイ(en:Roberto Peccei)とヘレン・クインは、強いCP問題に対するよりエレガントな解決法、ペッチェイ・クイン理論を提唱した。そのアイデアは、Θを効果的に場へ昇格させることである。これは、自発的に破れる新しい大域的対称性(ペッチェイ・クイン対称性(PQ対称性))を加えることによって成立する。これにより、フランク・ウィルチェックとスティーヴン・ワインバーグがそれぞれ独立に、Θの役割を果たす新しい粒子を示した。この粒子は、CP対称性の破れを自然にゼロへ緩和する。ウィルチェックは、この新しい仮説の粒子を、洗濯用洗剤のブランド名(en:Axion (brand))にちなんで「アクシオン」と名付け、一方ワインバーグは「ヒグレット」と呼んだ。後にワインバーグは、ウィルチェックの名前を採用することに同意した。

## 暗黒物質としてのアクシオン
QCD効果により、アクシオン場を動かす有効な周期ポテンシャルが生成される。アクシオン場が有効ポテンシャルの最小値付近で振動する、いわゆる傾斜機構(en:Misalignment mechanism)は、宇宙上でアクシオンの質量に依存した存在量を持つ、冷たいアクシオンの集団を形成する。アクシオンの質量が5μeV/c2(電子質量の10-11倍)を超えると、アクシオンを暗黒物質として説明できる可能性があり、暗黒物質の候補であると同時に強いCP問題の解決策にもなり得る。もし、インフレーションが小さいスケールで十分に長く続くならば、アクシオンの質量は1peV/c2程度になる可能性がある。
アクシオン場が進化を始めるシナリオは、次の2つの条件によって2つに分かれる。
(a) PQ対称性はインフレーションの間に自然に破れる。この条件は、アクシオンのエネルギースケールがインフレーション終了時のハッブル率より大きければいつでも実現する。
(b) PQ対称性は自発的に破れた後、回復しない。この条件は、アクシオンのエネルギースケールがインフレーション後の宇宙で到達する最大温度よりも大きいときに実現される。
大まかに言えば、以下で説明する、2つのシナリオのどちらかが発生する。

### インフレ前シナリオ
(a)と(b)の両方が満たされる場合、宇宙のインフレーションは、PQ対称性の自発的な破れによってアクシオン場の初期値が一様になるように選択される。この「インフレーション前」のシナリオでは、位相欠陥はインフレーションによって取り除かれ、アクシオンのエネルギー密度には寄与しない。しかし、等曲率モードによる条件はこのシナリオを厳しく制約しており、実行可能であるためには比較的低エネルギースケールのインフレーションが必要である。

### インフレ後のシナリオ
もし(a)または(b)の条件の少なくとも一方に違反すると、アクシオン場は、最初は因果的な接触(en:Causal contact)から外れているが、現在ではハッブルの地平面(en:Hubble horizon)によって囲まれた体積内で異なる値をとる。このシナリオでは、PQ場の等曲率ゆらぎがアクシオン場をランダムにし、パワースペクトルに好ましい値はない。
このシナリオにおける適切な扱いは、膨張する宇宙における、PQ場の運動方程式を数値的に解くことである。「アクシオン 」的な宇宙ひもやドメインウォールのような、位相欠陥からの寄与を含む傾斜機構から来るすべての特徴を捉えるためである。Borsanyiら(2016)によると、アクシオンの質量は0.05meVから1.50meVの間と見積られた。この結果は、スーパーコンピュータ上でインフレーション後の期間におけるアクシオンの形成をシミュレーションすることによって計算された。
2010年代後半に数値シミュレーションを用いてKSVZ型アクシオンの現在の存在量を決定することが進展し、0.02meVから0.1meVの間の値が導かれた。しかし、これらの結果は、弦から放出されるアクシオンのパワースペクトルの詳細研究によって疑問視されている。

## アクシオン場の現象論

### 探索
アクシオンの模型の結合強度は、過去の実験では弱すぎて検出されなかったため、注意深く選ばれている。これらの「見えないアクシオン(en:invisible axions)」は、強いCP問題を解決する一方で、結合強度が小さすぎてこれまで観測されたことがないと考えられる。文献では、KSVZ(Kim–Shifman–Vainshtein–Zakharov)とDFSZ(Dine–Fischler–Srednicki–Zhitnitsky)と呼ばれる2種類の「見えないアクシオン」機構について議論されている。
アクシオンの結合と質量は比例するため、非常に弱く結合したアクシオンも非常に軽い。非常に軽いアクシオンは宇宙初期に過剰生成されていただろうために除外されなければならないことが示され、「見えないアクシオン」を満足する条件が変わった。
Pierre Sikivieは1983年に、アクシオンが存在する場合にマクスウェルの方程式がどのように変化するかを計算した。彼は、強力な磁場を使用してアクシオンを光子に変換することで地球上にて検出できることを示し、多くの実験を促進した。例えば、アクシオン暗黒物質実験(ADMX,en:Axion Dark Matter Experiment)はアクシオン暗黒物質をマイクロ波光子に変換し、CERNアクシオン太陽望遠鏡(en:CERN Axion Solar Telescope)は太陽のコアで生成されたアクシオンをX線に変換し、他の実験は、レーザー光で生成されたアクシオンを探索する。2020年代初頭現在、アクシオン暗黒物質を探す実験が数十件提案または進行中である。
アクシオン電気力学の方程式は通常「自然単位系」で書かれ、これらの自然単位系で表すと、換算プランク定数ħ、光速c、真空の誘電率 ε0はすべて1になる。この単位系では、電気力学方程式は以下のようになる。
| 法則名                         | 方程式 |
| ------------------------------ | --- |
| ガウスの法則                   | {\displaystyle \nabla \cdot \mathbf {E} =\rho \ -\ g_{a\gamma \gamma }\ \mathbf {B} \cdot \nabla a}                                                                                          |
| ガウスの法則 (磁場)            | {\displaystyle \nabla \cdot \mathbf {B} =0} |
| ファラデーの電磁誘導の法則     | {\displaystyle \nabla \times \mathbf {E} =-{\dot {\mathbf {B} }}} |
| アンペール・マクスウェルの法則 | {\displaystyle \quad \nabla \times \mathbf {B} ={\dot {\mathbf {E} }}\ +\ \mathbf {J} \ +\ g_{a\gamma \gamma }\ \left(\ {\dot {a}}\ \mathbf {B} -\mathbf {E} \times \nabla a\ \right)\quad } |
| アクシオン場の作用の等式       | {\displaystyle {\ddot {a}}^{2}\ -\ \nabla ^{2}a\ +\ m_{a}^{2}\ a=-g_{a\gamma \gamma }\ \mathbf {E} \cdot \mathbf {B} }                                                                       |
上の表で、変数の上にあるドットは時間微分を表し、変数間のドットはベクトルのドット積であり、係数 {\displaystyle \ g_{a\gamma \gamma }\ }は自然単位系で表されるアクシオン-光子間の結合定数である。
これらの方程式の別形式が提案されており、それらは全く異なる物理的特徴を意味している。例えば、Visinelliは磁気単極子の存在を仮定して、双対性下での対称性を課した方程式を書いた。しかし、このような別の定式化は理論的な動機付けが少なく、多くの場合、作用から導くことさえできない。

### トポロジカル絶縁体の類似効果
アクシオンを説明するためにマクスウェルの方程式に追加される項に類似したものは、最近(2008年)のトポロジカル絶縁体の理論モデルにも登場しており、これらの物質の電気力学を効果的にアクシオンで記述している。
この項は、量子化された電気磁気効果(en:Magnetoelectric effect)など、いくつかの興味深い予測特性をもたらす。この効果の証拠は、ジョンズ・ホプキンス大学のPeter Armitageらによって行われた、量子領域の薄膜トポロジカル絶縁体に対するTHz分光実験で示されている。このトポロジカル絶縁体は、ラトガース大学で開発された。
2019年、マックスプランク固体化学物理学研究所(en:Max Planck Institute for Chemical Physics of Solids)のチームは、ワイル半金属内のアクシオン絶縁体(en:axion insulators)の検出を発表した。アクシオン絶縁体は準粒子であり、アクシオンとして振るまう電子の励起である。その発見は、素粒子としてのアクシオンの存在と矛盾しない。

## 想定される性質
様々な実験や観測を考慮した結果、アクシオンの質量は電子の約1億分の1以下という非常に微小なものだと考えられている。1億分の1というのはあくまで以下というものであって、具体的な数値はわかっていないが、電子の10億分の1程度だと考えられている。
また、光子と非常に弱いながらもお互いに反応するため、光子との反応を使った探索方法が有力なものの一つとなっている。特に、磁場とアクシオンの反応によって光子を作る逆プリマコフ変換を利用した実験は数多くある。

## 観測実験
様々な理論により観測が試みられている。アクシオンはまだ発見されていないにもかかわらず、その模型は40年以上にわたってよく研究されており、検出される可能性のあるアクシオンの性質についての洞察を深める時間を物理学者に与えた。また、アクシオンはダークマター粒子の数少ない候補の一つであり、ダークマターの実験で発見される可能性がある。
代表的な検出原理
1. プリマコフ効果でアクシオンを光子に転換
2. 光子を検出
  - X線領域 : 太陽アクシオン - 半導体検出器による検出
  - マイクロ波領域 : 暗黒物質アクシオン - CARRACK , ADMX[43]

アクシオンは強い磁場の中で光に変わると予測されており、この性質を利用した検出が世界各国で試みられている。たとえば東京大学のグループは、太陽から飛来するアクシオンに強磁場を印加してX線に変換し検出する試みを行っている。暗黒物質の候補にもあげられているため、京都グループはリドベルグ原子を用いて検出する独自の着想により探索を続けている。アメリカのグループは、超伝導磁石を用いた強磁場の元で暗黒物質のアクシオンが電磁波に変換して検出を試みる最先端にいる。最近では素粒子実験物理学のメッカであるヨーロッパのCERNにおいても、太陽から飛来するアクシオンを大変高い感度で検出を試みる実験が進められている。

### 観測機器
望遠鏡太陽中心では原子核や電子と黒体放射光子の相互作用により、平均エネルギー 4 keV のアクシオンが作られている可能性がある。このアクシオンを直接観測するため太陽アクシオン望遠鏡（東京アクシオンヘリオスコープ）が作られ観測が行われている。この望遠鏡は、磁場中でアクシオンをX線に変換することにより観測を試みている。
CARRACK強磁場中に置かれた共振空胴内で光子に転換したアクシオンをリュードベリ原子に吸収させる。そしてこの原子のみをイオン化しその電子を計数する方式。

### 原始惑星系円盤の観測
2019年、京都大学、東北大学の研究グループは、原始惑星系円盤の観測によるアクシオンの探査法とその研究結果について発表した。原始惑星系円盤は同心円状の偏光パターンを持っており、アクシオンが存在すれば偏光パターンに渦巻き状の乱れが生じるとされる。研究グループはすばる望遠鏡の取得した原始惑星系円盤の観測データを用いて分析を試みたが、偏光パターンの乱れは見つからなかった。この研究により、アクシオンと光の相互作用の強さを示す結合定数の上限値を、これまでの研究の10分の1以下に小さく更新することに成功した。

### 磁場中での直接変換
ワシントン大学のアクシオン暗黒物質実験(ADMX、en:Axion Dark Matter Experiment)は、アクシオンからマイクロ波へ変換する可能性のある弱い変換を検出するために、強い磁場を使用している。ADMXは、低温のマイクロ波共振器(en:Microwave cavity)と共鳴する、銀河内にあるダークマターハロー(en:Dark matter halo)のアクシオンを探索した。ADMXは、1.9-3.53μeVの範囲の楽観的なアクシオン模型を除外している。2013年から2018年にかけて一連のアップグレードが行われ、4.9-6.2μeVを含む新しいデータを取得している。2021年12月にはKSVZモデルの3.3-4.2μeVの範囲を除外した。
このタイプの他の実験には、DMRadio、HAYSTAC、CULTASKORGANなどがある。HAYSTACは2010年代後半に、20μeVを超えるハロスコープの最初のスキャン運転を完了した。

### 磁場中の偏光
イタリアのPVLAS(en:PVLAS)実験は、磁場中を伝播する光の偏光変化を探索する。コンセプトは1986年にルチャーノ・マイアーニ、 Roberto Petronzio、Emilio Zavattiniによって提唱された。2006年の磁場回転の主張は、アップグレードされたセットアップによって除外された。最適化された探索は2014年に始まった。

### LSW実験
別の手法として、いわゆる「壁を透過する光」(Light shining through walls, LSW)があり、強力な磁場に光を通過させて光子をアクシオンに変換し、その後金属の壁を通過した反対側で、別の磁場によって光子として再構成する。Rizzoらのチームによる実験では、アクシオンの要因は除外された。2008年のPhysics Review Letterで報告されたように、GammeVでは事象が発生しなかった。ALPS Iは同様の実験を実施し、2010年に新しい制限が導かれた。 ALPS IIは2022年に建設される予定である。OSQARでは信号が検出されず、光子結合の制限を導くとともに続行される。

### 天体物理学的アクシオンの探索
アクシオン様ボソンは天体物理学的環境において兆候を示す可能性がある。特に、TeV光子に対する宇宙の透明性が実際には予想より高いことに対する解決策として、いくつかの研究ではアクシオンのような粒子を提案している。また、マグネターなどコンパクトな天体の大気を貫く大きな磁場では、光子がより効率的に変換されることも実証されている。これによって、スペクトルにはっきりとした吸収のような特徴が生じ、21世紀初頭の望遠鏡で検出可能である。新しい(2009年)有望な手段は、強い磁気勾配を持つ環境における準粒子の屈折を探すことである。特に、この屈折は強く磁化されたパルサーの電波光度曲線において光線の分離につながり、現在達成可能な感度よりもはるかに高い感度を可能にする。IAXO(en:International Axion Observatory)は第4世代のヘリオスコープ(en:Helioscope)として提案されている。
アクシオンは中性子星の磁気圏で光子に共鳴変換することができる。この光子はGHzの周波数帯にあり、電波検出器で拾うことができる可能性があるため、電波検出器は、アクシオンのパラメータに関する高感度の検出器となる。この戦略は、グリーンバンク望遠鏡とエッフェルスベルク100m望遠鏡の既存データを再分析することによって、5-11μeVの質量範囲におけるアクシオン-光子結合を制限するために使われてきた。新しい代替戦略は、天の川銀河における中性子星とアクシオン小規模クラスターとの出会いから生じる信号を検出することである。
太陽のコア内で強い電場にいるX線が散乱すると、アクシオンが生成される可能性がある。CERNアクシオン太陽望遠鏡(en:CERN Axion Solar Telescope、CAST)が現在進行中で、光子と電子の結合に制限を設けている。アクシオンは、中性子星内で核子-核子間の制動放射によって生成される可能性がある。それに続くアクシオンのガンマ線への崩壊は、アクシオンの質量に対する制限を与えることができる。この制限は、フェルミLATを用いた、中性子星におけるガンマ線の観測による。4つの中性子星の分析から、2016年にBerenjiらは、95%信頼区間のアクシオン質量の上限に0.079eVという値を得た。2021年には、マグニフィセントセブン(en:The Magnificent Seven (neutron stars))として知られる中性子星系からの過剰な硬X線放射が、アクシオンの放出として説明できる可能性も示唆されている。
2016年、マサチューセッツ工科大学の理論チームは、MRIスキャン装置で発生する強度以下の磁場を用いて、アクシオンを検出する方法を考案した。この実験では、アクシオンの質量に連動したわずかな揺らぎを観測する。2019年現在、この実験は同大学で実施されている。
2022年、イベントホライズンテレスコープ(EHT)によるM87の偏光測定は、アクシオンの雲がブラックホールの周りに形成されると仮定して、アクシオンの質量を制限するために使用された。質量値のおおよそ10-21eV/c2〜10-20eV/c2の範囲を除外した。

### 共鳴効果の探索
銀河ハローからの高流量アクシオンにおけるジョセフソン接合により、共鳴効果が明らかになる可能性がある。銀河ハローからのアクシオンの質量は110μeV、密度は0.05GeV/cm3と推定されており、これに対して暗黒物質の密度は0.3±0.1 GeV/cm3と推定され、アクシオンの質量が暗黒物質の唯一の構成要素となるほどではないことを示している。
ORGAN実験は、ハロスコープ法によってこの結果を直接検証することを計画している。

### 暗黒物質の反跳探索
ダークマター極低温検出器は、アクシオンを示す電子反跳(アクシオンと電子の衝突)を探索した。CDMS(en:Cryogenic Dark Matter Search)は2009年に観測結果を発表し、EDELWEISS(en:EDELWEISS)は2013年に結合と質量の制限を設定した。UOREとXMASSも2013年に太陽アクシオンの制限を設定した。XENON100は225日間の観測を行い、2014年の発表時点で最高の結合限界を設定し、いくつかのパラメータを除外した。

### 核スピン歳差運動
シフの定理では、静的な核の電気双極子モーメント(EDM)は原子や分子のEDMを生成しないとされているが、アクシオンはラーモア周波数で振動する核のEDMを誘導する。この核EDMの振動数が外部電場と共鳴すると、核スピンの回転に歳差運動が生じる。この歳差運動は歳差磁力計を用いて測定することができ、検出されればアクシオンの証拠となる。
この技術を使った実験に、CASPEr(Cosmic Axion Spin Precession Experiment)がある。

### 粒子衝突型加速器での探索
アクシオンは衝突型加速器、特に電子と陽電子の衝突や、CERNの大型ハドロン衝突型加速器での超周辺重イオン衝突でも生成される可能性があり、光子-光子散乱(en:Two-photon physics)の過程を再解釈している。これらの探索は、100MeV/c2から数百GeV/c2の間のかなり大きなアクシオン質量に対して高感度である。ヒッグス粒子へのアクシオンの結合を仮定すると、ヒッグス粒子から2つのアクシオンへ崩壊する異常崩壊の探索は、理論的にはさらに強い制限を与えることができる。

## 議論のある検出
2014年、太陽から飛来するアクシオンが地球の磁場で変換されたと予想されるX線放射の季節変動が観測され、アクシオンの証拠が検出された可能性があることが報告された。レスター大学の研究グループは、欧州宇宙機関のXMM-Newtonによる15年間のデータを研究し、従来の考えでは説明できない季節変動に気づいた。論文の筆頭著者によって「もっともらしい」と評された、この変動の潜在的な説明の1つは、太陽磁気圏におけるXMM-Newtonの観測データに見られる既知の季節変動は、太陽の核からのアクシオンによってX線が生成される可能性があるというものである。
この季節変動の解釈については、イタリアの2人の研究者が異議を唱えている。彼らは、レスター大学のグループによる議論の欠陥を指摘し、アクシオンの観点からの解釈を排除すると述べている。検出器は太陽に直接向けることができないため、X線が検出器に入射するためには、光子生成中の磁場勾配によって散乱が引き起こされるとレスター大学のグループは仮定している。最も重要なのは、仮定された散乱角度によって、検出の確率が無視できるほど光子が散逸するということである。
2013年、Christian Beckは、アクシオンがジョセフソン接合で検出可能かもしれないと示唆し、2014年には、質量約110μeVと一致する兆候が、いくつかの既存の実験で実際に観測されたと主張した
。
2020年、イタリアのグラン・サッソ国立研究所のXENON1T実験が、太陽アクシオンの発見を示唆する結果を報告した。この結果は、確認に必要な5σレベルではまだ有意ではなく、可能性は低いものの、データの他の解釈も可能であった。2022年7月、XENONnTへのアップグレード後に行われた新たな観測では、予測より多い電子反跳の観測結果が破棄されたため、新たな粒子発見の可能性は消滅した。

## 宇宙論的な意味合い
もしアクシオンが存在すれば、ビッグバンの間にアクシオンが大量に生成されることを宇宙のインフレーションは示唆している。原始宇宙のインスタントン場(en:Instanton)との独特な結合(傾斜機構、en:Misalignment mechanism)により、宇宙のインフレーションに続く質量獲得中に効果的な力学的摩擦(en:Dynamical friction)が生成される。これにより、そのような原初のアクシオンは、運動エネルギーを奪われた可能性がある。
m ~ 10-22eV/c2の超軽量アクシオン(ULA)はスカラー場暗黒物質(en:Scalar field dark matter)の一種であり、冷たい暗黒物質(CDM)の小さなスケールの問題を解決すると思われる。GUTスケール(大統一スケール)の崩壊定数を持つ単一のULAは、ファインチューニング(en:Fine-tuning)なしで正しい残存密度(暗黒物質の密度)を提供する。
アクシオンはまた、ビッグバン後、他のより質量の大きい暗黒粒子とは異なる瞬間に通常の物質との相互作用を停止したと思われる。この違いが及ぼす影響は、天文学的に計算され観測される可能性がある。
もしアクシオンの質量が小さく、他の崩壊様式を防いでいるのであれば(崩壊先のより軽い粒子が存在しないため)、宇宙は原初のアクシオンの非常に冷たいボース＝アインシュタイン凝縮体で満たされていると思われる。したがって、アクシオンは現代宇宙論の暗黒物質問題を適切に説明することができる 。観測的研究が進行中であり、密集した原子が基底状態に戻る際に光子の放出が連鎖する、超放射を介した10−22eV前後のファジーダークマター領域が探索され始めている。しかし暗黒物質問題の解決策としては、この質量領域を探索するにはまだ十分な感度がない。JainとSingh(2007)が探索したような高質量のアクシオンは、現在の宇宙には存在しないと考えられる。さらに、もしアクシオンが存在するのであれば、高熱の初期宇宙で他の粒子との散乱によって、不可避的に熱いアクシオンの集団が生成される。
低質量のアクシオンは、銀河スケールでさらなる構造を持つ可能性がある。もしアクシオンが銀河間物質から連続的に銀河に降り注ぐとすれば、連続的に流れる噴水の流れがピークでより濃くなるように、「コースティクス(en:Caustic (mathematics))」リングでより濃くなると予想される。銀河の構造と自転に対する、これらのリングの重力の影響が観測できるかもしれない。WIMPやMACHOのような他の冷たい暗黒物質の理論的候補もそのようなリングを形成する可能性があるが、そのような候補はフェルミ粒子であり、それ自身の間で摩擦や散乱が起こるため、リングはあまり鮮明とならない可能性がある。
João G. RosaとThomas W. Kephartは、不安定な原始ブラックホールの周囲に形成されたアクシオンの雲が、電磁波を放射する反応の連鎖を引き起こし、これを検出できる可能性を示唆した。暗黒物質を説明するためにアクシオンの質量を調整したところ、その値は高速電波バーストの光度と波長も説明することができ、両方の現象の起源となりうることを発見した。
2020年には、アクシオン場が物質と反物質の量の不均衡を生み出すことで、初期宇宙の進化に実際に影響を与えた可能性が提案された。これにより、バリオン非対称性問題(en:Baryon asymmetry)が解決される可能性がある。

## 超対称性
超対称性理論では、アクシオンはフェルミオンとスカラー両方の超対称性粒子を持つ。アクシオンのフェルミオンの超対称性粒子はアクシーノと呼ばれ、スカラーの超対称性粒子はディラトンまたはサクシオン(en:Saxion)と呼ばれる。これらはすべてカイラル超場(en:Chiral superfield)に束ねられる。
アクシーノはこのような模型では最も軽い超対称性粒子(en:Lightest supersymmetric particle)であると予測されている。この性質もあって、暗黒物質の候補と考えられている。